# Будинок Косачів (Луцьк)
Будинок Косачів — будинок кінця XVIII століття — поч. XIX століття, пам’ятка архітектури. Розташований в історичному центрі Луцька Волинської області на розі вулиць Драгоманова та Кафедральній.

## Історія
Офіційно початком будівництва вважається XVIII століття після засипки оборонного рову Окольного замку і належало шпиталю під опікою ордена єзуїтів (згорів в 1781 р.). 
В середині XIX століття відновлена будівля відійшла у міську казну.
За іншими даними, дослідники забудови Старого міста не знайшли точної дати, коли цей будинок почали будувати. Люстрація 1879 року, наприклад, зафіксувала в цьому місці порожню ділянку, частину якої орендував шляхтич Волянський. А після 1795 року, судячи з інших документів, на ділянці, яка була порожня, розпочато будівництво цегляної споруди з підвалом. До 1807 року його повністю завершили, оскільки на плані цього часу вже показано житловий міщанський будинок Г-подібної форми.
Найбільш ймовірно, що він був запроєктований як одноповерховий з підвалом. В часи Російської імперії з’явився другий поверх та чавунні сходи і будь-хто за бажання міг орендувати верхній поверх будівлі (тоді як цокольний ярус займала військова адміністрація). За цей час орендарями були приватний драматичний театр (винаймав зал і прилеглі приміщення в 1870-х рр.) та родина Косачів (один рік 1890–1891 рр.), глава якої з 1886 року обіймав посаду голови Луцько-Дубенського повітового податкового управління міністерства внутрішніх справ.
На початку XX століття будівля пристосована під потреби польської гімназії, яка після Петрової світової війни (1914 — 1918) і входження Волині до складу Польської республіки перекваліфікувалася на державну ім. Костюшка (1921 рік). Згодом тут розмістили управління Луцької римо-католицької дієцезії. 
Після Другої світової війни в будівлі розміщено банк, знаходились різні міські й обласні організації, а частина приміщень передана для розміщення екскурсійного бюро (бюро подорожей та екскурсій). В 1964-1965 рр. в декількох приміщення 1 поверху розгорнуто невеличку музейну експозицію, присвячену Лесі Українці.
1985 р. будинок наділено статусом пам’ятки архітектури, 26 березня 1985 р. — офіційна дата створення Луцького історико-культурного заповідника “Старий Луцьк”. Дирекція заповідника спочатку знаходилася на першому поверсі північного крила будівлі, а згодом зайняла весь другий поверх західного та північного крила будинку, розмістила тут свою адміністрацію й архів.
Після відновлення незалежності відкрито меморіальну кімнату «Лесина вітальня», в якій зберігається частина луцької експозиції, пов’язаної з ім’ям поетеси Лесі Українки.

### Оренда родиною Косачів
Спогади Ольги Косач-Кривенюк служать підставою для гіпотези, що саме в будинку, про який йде мова, з жовтня 1890 р. по квітень 1891 р. жила родина Косачів, імовірно навіть робила ремонт (під час реставрації виявлено шпалери, які були наклеєні на газети 1890-х рр.).
Проживання родини Косачів було пов‘язано з тим, що в 1890-1891 роках в західному крилі будівлі розміщувалася канцелярія повітового мирового посередника — на той час цю посаду займав Петро Косач, батько Лесі Українки. В дні призову новобранців канцелярія змінювала тимчасово своє призначення і ставала “рекрутським присутствієм”. В протилежних приміщеннях другого поверху будинку знаходилась службова квартира родини Косачів.
Проживання в будівлі було другим і останнім періодом перебування в Луцьку Лесі Українки. Більше вона сюди не приїжджала, оскільки тяжко хворіла і багато часу проводила на лікуванні, зокрема за кордоном. 

## Опис
Одноповерхова г-подібна будівля із желобочної цегли на потужному цоколі з ажурним балконом на скошеному розі й внутрішнім двориком, з боку костелу Петра і Павла підтримуваному трьома контрфорсами, яка всередині розділена на секції.
Із зовнішнього унікального декору більш давнього цоколя варто відзначити віконні прорізи коробових арок надійно захищені дерев’яними віконницями на потужних кованих навісах та бази пілястрів з маленькими слуховими віконцями. Верхній же відділений профільованим карнизом носить сліди ренесансу: пілястри доричного ордера, прості лиштви, декоративні сандрики, підвіконні фільонки, широкий фриз та раскрепованний лобовий карниз.
Будівля належить до провінційного архітектурного типу споруд, що склався на межі ХVІІІ-ХІХ століть і входить до планувальної структури Старого міста. 